# 1998년 텔레비전 애니메이션 목록
다음은 1998년에 방송된 텔레비전 애니메이션이다.

## 대한민국
| 제목              | 화수 | 방송 기간                         | 채널 | 비고 |
| ----------------- | ---- | --------------------------------- | ---- | ---- |
| 바이오캅 윙고     | 14   | 1998년 4월 24일 ~ 1998년 7월 24일 | MBC  |      |
| 스피드왕 번개     | 26   | 1998년                            | SBS  |      |
| 날아라 슈퍼보드 4 | 13   | 1998년 7월 3일 ~ 1998년 9월 25일  | KBS2 |      |

## 일본
| 제목                                 | 화수 | 방송 기간 | 채널         | 비고 |
| ------------------------------------ | ---- | --------- | ------------ | ---- |
| 멋지다 마사루                        |      | 1998년    | TBS          |      |
| 우리는 챔피언 MAX                    |      | 1998년    | 도쿄TV       |      |
| AWOL                                 |      | 1998년    | 도쿄TV       |      |
| 이차원 세계 엘하자드                 |      | 1998년    | 도쿄TV       |      |
| 만능문화묘랑                         |      | 1998년    | 도쿄TV       |      |
| 성방무협 아웃로스타                  |      | 1998년    | 도쿄TV       |      |
| 하루니와가의 셋째                    |      | 1998년    | 아사히TV     |      |
| 구슬동자 폭외전                      |      | 1998년    | 도쿄TV       |      |
| 여기봐 미이코                        |      | 1998년    | 아사히TV     |      |
| 신비한 마법 판판 파마시              |      | 1998년    | 아사히TV     |      |
| 헬리타코프짱                         |      | 1998년    | 아사히TV     |      |
| 은하표류 바이팜13                    |      | 1998년    | 아사히TV     |      |
| YAT안심 우주여행 2                   |      | 1998년    | NHK교육      |      |
| 트라이 건                            |      | 1998년    | 도쿄TV       |      |
| 비스트워즈 II 초생명체 트랜스포머    |      | 1998년    |              |      |
| 로도스 전기 영웅기사전               |      | 1998년    | 도쿄TV       |      |
| 바사라                               |      | 1998년    | 선 TV        |      |
| 카우보이 비밥                        |      | 1998년    | 도쿄TV       |      |
| 로스트 유니버스                      |      | 1998년    | 도쿄TV       |      |
| 다코야키 망토맨                      |      | 1998년    | 도쿄TV       |      |
| 아키하바라 전뇌조                    |      | 1998년    | TBS          |      |
| 유희왕                               |      | 1998년    | 아사히TV     |      |
| 거울요정 나나                        |      | 1998년    | 선TV         |      |
| 오 나의 여신님                       |      | 1998년    | WOWWOW       |      |
| 시공전초 나스카                      |      | 1998년    | 도쿄TV       |      |
| 사일런트 뫼비우스                    |      | 1998년    | 도쿄TV       |      |
| 남해기왕 네오란가                    |      | 1998년    | WOWWOW       |      |
| 아리스 SOS                           |      | 1998년    | NHK교육      |      |
| 포켓몬스터                           |      | 1998년    | 도쿄TV       |      |
| 카드캡터 체리                        |      | 1998년    | NHK 제2위성  |      |
| 프린세스 나인 기사라기 여자고교 야구 |      | 1998년    | NHK 제2위성  |      |
| 브레인 파워드                        |      | 1998년    | WOWWOW       |      |
| 센티멘탈 자니                        |      | 1998년    | 도쿄TV       |      |
| 바이스 크로이츠                      |      | 1998년    | 도쿄TV       |      |
| DT 에이트론                          |      | 1998년    | 후지TV       |      |
| 열사의 패왕 간다라                   |      | 1998년    | WOWWOW       |      |
| 피카와 바다의 친구                   |      | 1998년    | 후지TV       |      |
| 이니셜D                              |      | 1998년    | 후지TV       |      |
| SHADOW SKILL                         |      | 1998년    | 도쿄TV       |      |
| 발명BOY 카니판                       |      | 1998년    | 도쿄TV       |      |
| Serial Experiments Lain              |      | 1998년    | 도쿄TV       |      |
| 안드로이드아나 MAICO 2010            |      | 1998년    | WOWWOW       |      |
| 나이트 워커 -한밤중의 탐정-          |      | 1998년    | 도쿄TV       |      |
| 분홍색 시스터즈                      |      | 1998년    | TBS          |      |
| 시공탐정 겐시군                      |      | 1998년    | 도쿄TV       |      |
| 그 남자 그 여자의 사정               |      | 1998년    | 도쿄TV       |      |
| 돌격! 파랏파대                       |      | 1998년    | 도쿄TV       |      |
| 마술사 오펜                          |      | 1998년    | TBS          |      |
| 포포로쿠로이스 이야기                |      | 1998년    | 도쿄TV       |      |
| 가시라키                             |      | 1998년    | 오사카TV     |      |
| 마스터 키튼                          |      | 1998년    | 니혼TV       |      |
| 성 루미나스 여학원                   |      | 1998년    | 도쿄TV       |      |
| 오자루마루                           |      | 1998년    | NHK교육      |      |
| 세이버 마리오네트 J to X             |      | 1998년    | 도쿄TV       |      |
| 슈퍼돌 리카짱                        |      | 1998년    | 도쿄TV       |      |
| 제너레이터 가울                      |      | 1998년    | 도쿄TV       |      |
| 쾌걸 증기탐정단                      |      | 1998년    | 도쿄TV       |      |
| 버블검 크라이시스 TOKYO 2040         |      | 1998년    | 도쿄TV       |      |
| EAT-MAN '98                          |      | 1998년    | 도쿄TV       |      |
| 꽃피는 천사 텐텐군                   |      | 1998년    | 후지TV       |      |
| 데빌맨 레이디                        |      | 1998년    | 마이니치방송 |      |
| 지켜줘 수호월천                      |      | 1998년    | 아사히TV     |      |
| 우당탕탕 닥터지                      |      | 1998년    | 후지TV       |      |
| 카우보이 비밥 완전판                 |      | 1998년    | WOWWOW       |      |
| 요시모토 무치코 이야기               |      | 1998년    | 도쿄TV       |      |
| 요이코                               |      | 1998년    | TBS          |      |
| 초속 스피너                          |      | 1998년    | 도쿄TV       |      |

## 참고 문헌
- 야마구치 야스오 (2005). 《일본 애니메이션 역사》. 미술문화. 251-252쪽.